# 12001 Ґасбаріні
12001 Ґасбаріні (12001 Gasbarini) — астероїд головного поясу, відкритий 12 березня 1996 року.
Тіссеранів параметр щодо Юпітера — 3,163.